# Yeldos Smetov
Yeldos Smetov (Kazakh: Елдос Бахтыбайұлы Сметов, Eldos Bahtybaıuly Smetov; nascut el 9 de setembre de 1992) és un judoka kazakh que competeix a la divisió de pes de menys de 60 kg. Ha participat en 3 Olimpíades, guanyant 3 medalles, 1 d'or en els Jocs Olímpics d'estiu de 2024. Aquesta medalla, va suposar la primera medalla d'or de Judo pel país centre asiàtic en tota la història olímpica. A més, ha guanyat 3 medalles (1 d'or) en els Campionats del Món i 2 medalles (1 d'or) en els Campionats d'Àsia.
Va guanyar medalles d'or als Jocs Asiàtics de 2014 i Campionats Mundials de Judo de 2015, i una medalla de plata als Jocs Olímpics de 2016. Va guanyar la medalla de bronze als Jocs Olímpics de 2020 celebrats a Tòquio, Japó, i la medalla d'or als Jocs Olímpics d'estiu de 2024 a París.
Smetov va guanyar una medalla d'or i una de bronze a la Copa del Món sub 21, el 2010 i el 2011, respectivament. Des del 2012 forma part de la selecció nacional. Va guanyar un bronze al Campionat d'Àsia de judo de 2013 a Bangkok, una plata en un Gran Premi d'etapa a Samsun, una etapa de la Copa d'Europa a Tbilisi i l'or en una Copa d'Europa oberta de judo a Varsòvia. El primer entrenador de Smetov va ser Akhmet Zhumagulov.

## Trajectòria professional
| Jocs Olímpics     | Jocs Olímpics  | Jocs Olímpics | Jocs Olímpics |
| Any               | Seu            | Posició       | Prova         |
| ----------------- | -------------- | ------------- | ------------- |
| 2016              | Rio de Janeiro | 2             | -60 kg        |
| 2020              | Tòquio         | 3             | -60 kg        |
| 2024              | París          | 1             | -60 kg        |
| Campionat del Món |                |               |               |
| 2011              | París          | 1a ronda      | -60 kg        |
| 2013              | Rio de Janeiro | 7a posició    | -60 kg        |
| 2015              | Astanà         | 1             | -60 kg        |
| 2017              | Budapest       | 7a posició    | -60 kg        |
| 2019              | Tòquio         | 3             | -60 kg        |
| 2022              | Taixkent       | 3             | -60 kg        |
| 2023              | Doha           | 1/8 final     | -60 kg        |
| 2024              | Abu Dhabi      | 5a posició    | -60 kg        |
| Campionat d'Àsia  |                |               |               |
| 2013              | Bangkok        | 3             | -60 kg        |
| 2015              | Al-Kuwait      | 5a posició    | -60 kg        |
| 2016              | Taixkent       | 1             | -60 kg        |
| 2021              | Bixkek         | 7a posició    | -60 kg        |
| 2024              | Hong Kong      | 7a posició    | -60 kg        |